# Flower of Scotland
Flower of Scotland är en av Skottlands nationalsånger. Den skrevs av Roy Williamson från folkmusikduon The Corries och framfördes första gången 1967. Sången handlar om Robert Bruces seger över England, i och med slaget vid Bannockburn.

## Lyrik
| Skotsk engelska | Lågskotska | Gaeliska | Svensk översättning |
| --- | --- | --- | --- |
| Oh, Flower of Scotland! When will we see your like again? Thats fought and died for Your wee bit hill and glen, and stood against him Proud Edward's Army and sent him homeward Tae think again.             | O, Flouer o Scotland! Whan wull we see? Yer like again? That focht an deed for Yer wee bit hill an glen an stuid agin him Prood Edwards airmie and sent him hamewart. Tae think again!              | O Fhlùir na h-Alba, cuin a chì sinn an seòrsa laoich a sheas gu bàs 'son am bileag feòir is fraoich, a sheas an aghaidh feachd uailleil Iomhair 's a ruaig e dhachaidh air chaochladh smaoin.                 | Ack, Skottlands blomma! När skall vi se Din like igen? Som slogs och dog för Din lilla bit berg och dal och stod emot honom Stolte Edwards armé och sände honom hemåt. Att tänka igen!            |
| The hills are bare now, And autumn leaves Lie thick and still. O'er a land that is lost now, Which those so dearly held, that stood against him, Proud Edward's army, And sent him homeward Tae think again! | The hills is bare nou. An autumn leafs. Lie thick an still. Ower lnd that is tint nou. That thae sae dearlie held that stuid agin him. Prood Edwards airmie and sent him hamewart. Tae think again! | Na cnuic tha lomnochd 's tha duilleach Foghair mar bhrat air làr am fearann caillte dan tug na seòid ud gràdh, a sheas an aghaidh feachd uailleil Iomhair 's a ruaig e dhachaigh air chaochladh smaoin!       | Bergen är bara nu Och höstlöv Ligger tjocka och stilla Över ett land som gått förlorat nu. Som de höll så kärt som stod emot honom Stolte Edwards armé. och sände honom hemåt Att tänka igen!     |
| Those days are past now, And in the past They must remain, But we can still rise now and be the nation again, that stood against him, Proud Edward's army, And sent him homeward Tae think again!            | Thir days is past nou. An in the past. Thay maun remain. Boot we can aye rise nou. and be the nation again. that stuid agin him. Prood Edwards airmie. and sent him hamewart. Tae think again!      | Tha 'n eachdraidh dùinte ach air dìochuimhne chan fheum i bhith is faodaidh sinn èirigh gu bhith nar Rìoghachd a-rìs a sheas an aghaidh feachd uailleil Iomhair 's a ruaig e dhachaigh air chaochladh smaoin! | De dagarna är förflutna nu. Och i det förflutna måste de stanna. Men än kan vi resa oss och bli den nationen igen. som stod emot honom. Stolte Edwards armé och sände honom hemåt Att tänka igen! |